# 律師

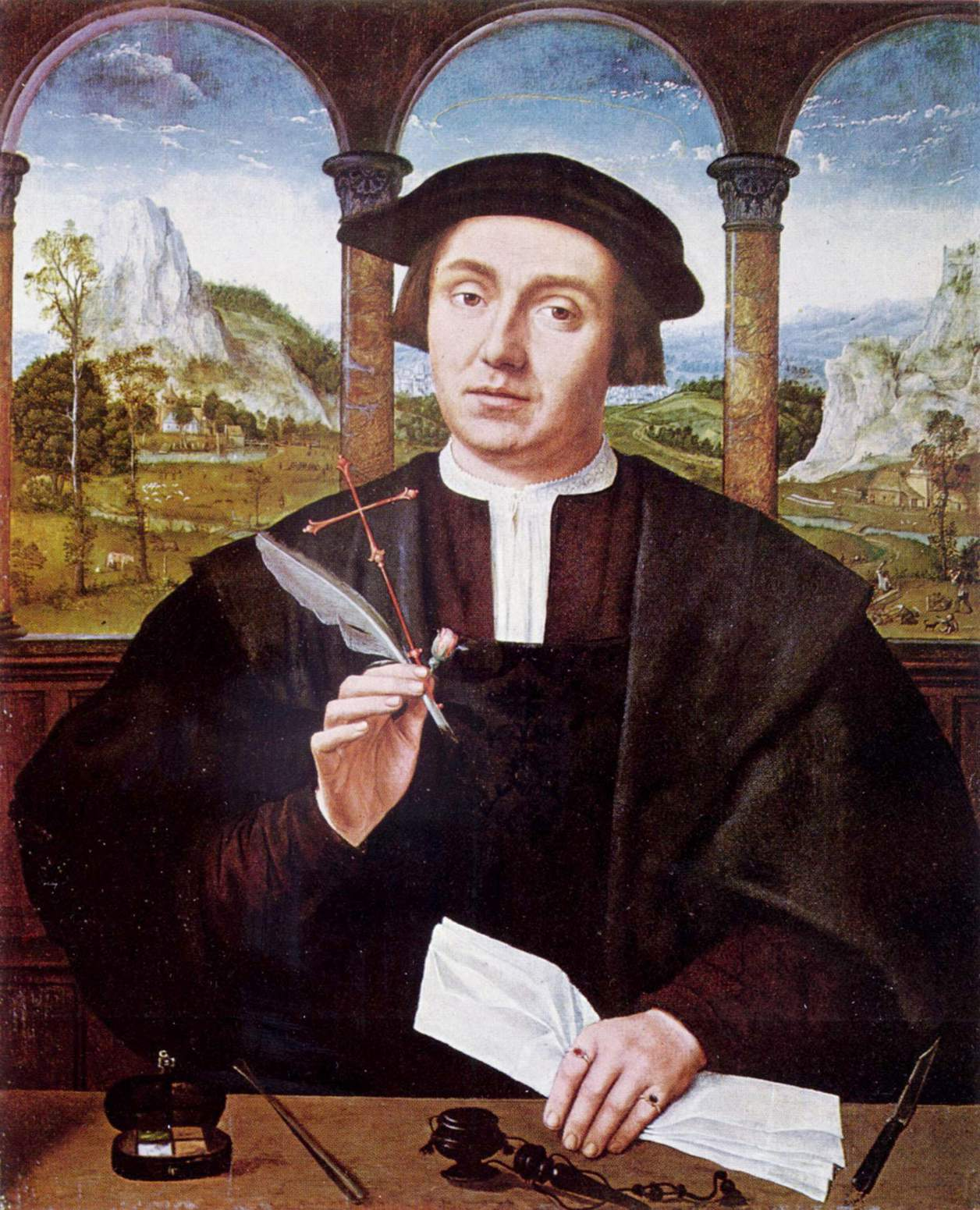
16世紀Flemish繪律師畫像。當時的律師類似公眾司法官，但是不主動起訴人

律師（英語：lawyer）是指受當事人委托或法院指定，依法協助当事人进行诉讼，出庭辩护，以及处理有关法律事务的专业人员。現代律师一般而言是指學習法律、通過資格考試及（或）訓練、加入地方公會，被允許接受他人委託。律师作为复数的概念，意味着律师职业和行为，以及由从事律师职业的所有职业人员构成的职业群体。
律師可能為任何人辯護，所有被控犯下刑事罪行的人，無論罪行輕重或是否罪證確鑿，也都有權利請求律師協助；這是律師職責的一部分；然而由於律師所辯護的部分人士的形象、辯護過程中所使用的辯詞，以及部分律師見利忘義，沒有原則以及高收費的行為，使得社會上有許多針對律師的笑話與諷刺文化；而一些律師在辯護時使用的辯詞，更可能涉及指責受害人的問題。

## 职业特征
律师职业的基本特徵是：
- 具备必须的法律专业知识。
- 以提供法律服务为职能。
- 律师是经过国家考试并取得职业执业资格的人，律师并受国家保护和管理。[2]
- 律師以保障人權、實現社會正義及促進民主法治為使命。
- 律師應基於前項使命，本於自律自治之精神，誠實執行職務，維護社會秩序及改善法律制度。

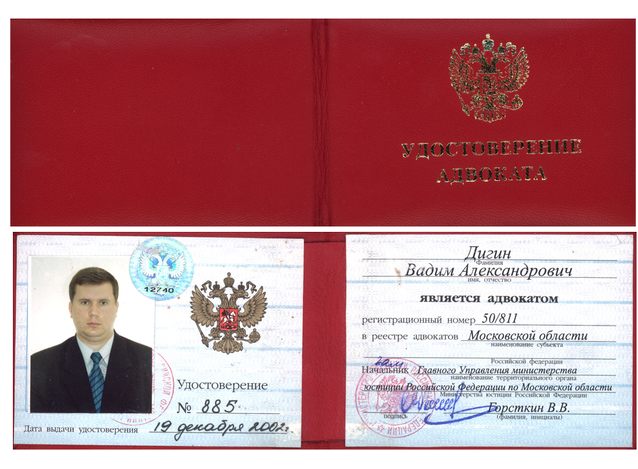
俄國律師證

## 工作形態
在過去，律師的工作主要是在法院為當事人（原告或被告）進行訴訟，開庭時穿著黑色鑲白邊法袍，在訴訟案件中擔任辯護人或訴訟代理人，現在這些工作仍然是律師工作的大部分，此外，也有些律師接受法院的指派，成為破產財團、遺產財團的管理人。
由於現在社會分工越來越細密，社會生活的各個層面經常與法律有關，因此律師此一行業已漸漸不再限於進出法院，有許多律師們從事相當具有商業性質的活動，但基本上仍與法律相關，例如商標權、專利權等知識產權的維護、一般的不良債權處理等等，也有一些律師積極熱心於公益，為許多政策研究、立法遊說乃至社會運動，提供免費法律諮詢等相當多的實質幫助，降低人民接觸法律專業的門檻，替人民解決問題。

## 專業制度

### 中華民國

#### 取得資格
取得中華民國律師資格，需具有大專院校（法律相關科目）以上學歷，並參加考試院考選部所舉辦每年一度之專門職業技術人員考試（律師類科），錄取後通過為期一個月的律師職前訓練（通稱律訓）及五個月的實務訓練（即實習律師），且需加入律師公會並在任一法院登錄有案始能執行律師業務。

#### 律師考科
中華民國的律師考試採筆試的方式進行，分為二試；第一試通過才可以進入第二試。第一試為選擇題，應試科目包括：綜合法學（一）（含憲法、行政法、刑法、刑事訴訟法、國際公法、國際私法、法律倫理）、綜合法學（二）（含民法、民事訴訟法、公司法、保險法、票據法、證券交易法、法學英文）；第二試為申論題，應試科目包括：公法（憲法與行政法）、民事法（含民法、民事訴訟法）、刑事法（含刑法、刑事訴訟法）、商事法（含公司法、保險法、證券交易法）、國文（含作文、測驗），選試科目（並依選考組別不同，就勞動社會法、智慧財產法、海商法與海洋法、財稅法擇一應試）。

### 中華人民共和國
中華人民共和國的律师制度由《中华人民共和国律师法》及相关的法律和法规构成。《中华人民共和国律师法》第二条对律师的界定是：“本法所称的律师，是指依法取得律师执业证书，接受委托或者指定，为当事人提供法律服务的执业人员。”要获得律师执业资格必须先通过由司法部组织的国家统一法律职业资格考试，考试的通过者必须先在合法的律师事务所中实习一年，然后向司法行政部门申请律师执业证书后，才可以成为一名律师。

### 印尼
要成為律師，必須擁有印尼律師協會認可的法學士，然後完成PKPA訓練課程，再參加該協會舉辦的律師資格考試，方能取得執照。根據2003年第18號法律，只有印尼公民才可取得完全的律師執照。外國律師只能在律師事務所執行外國及國際法業務。

### 葡萄牙
擁有法律本科學位的人士，若要成為律師，必須完成兩階段的兩年訓練。第一階段主要是修課式學習，再通過第一階段考試。然後，進入第二階段，即實習律師，完成後會由實習導師撰寫報告，並由評審委員會決定實習律師是否可以正式成為律師。通過後方可在律師公會註冊。

### 西班牙
若要成為律師，必須先擁有四年制的法學士，然後完成通常包含律師行實習的一至兩年制的法學碩士，最後通過司法部門主辦的律師資格考試，才可在律師公會註冊。

### 澳門
在澳門，要成為律師，必須先取得澳門或其他認可地區的法學士（非澳門畢業的人士須先修讀澳門法律的補充課程），然後向澳門律師公會申請實習。實習期一般為兩至三年。在通過考核後，方可向該會申請註冊成為律師。任何不是在該會註冊的人士，若在當地自稱律師或進行律師相關業務，即屬違法，可向其追究刑事責任。

### 香港
香港行使英格蘭所用的普通法系，律師分為「大律師」（訟務律師）及「律師」（事務律師）兩類。大律師一般以個人獨資形式經營，自負盈虧，但為了减省開支及更有效利用資源，大律師一般都會群集開設辦事處 (chamber)，共同分擔包括設立圖書館等費用。而事務律師一般以個人獨資或合伙形式以律師事務所（又稱律師行）(law firm) 名義經營，大部份在香港的事務律師都是由律師行聘用，而律師事務所大部分是以商業形式運作。大律師必須由事務律師延聘。
據香港法例，所有香港事務律師必須是香港律師會的成員；香港大律師公會則為為香港法定的大律師專業團體。除此處外，另可參見香港法例第159章《法律執業者條例》。
香港律師養成的過程如下：申請人需要取得香港（目前，本地僅香港大學、香港中文大學和香港城市大學設有法學院）或其他普通法系地區的法學士或同等學歷。若申請人本科並非主修法學，則可在英格蘭與威爾士共同專業考試（CPE）取得合格成績。循上述途徑取得相應學歷的申請人，需要再完成法學深造證書（PCLL），並完成兩年督導實習，方可註冊成為律師。至於大律師的養成也類似，但在實習方面分為兩部份，先完成6個月督導實習，便可在有限範圍內以大律師身份行事。若要正式執業，要完成額外6個月的實習，方能取得無限制執業資格。

### 新加坡
新加坡的律師分為兩類：大律師（訟務律師）和律師（事務律師）。有意成為律師的人士，必須先畢業於新加坡本國的法學院，或者是指定外國普通法系國家的法學院，然後，通過資格考試（分為甲部和乙部，前者限外國人應考，後者則是新加坡公民和外國人都要應考），通過後就能直接註冊。對於要執業的人士，則要通過一年期的律師行實習，方可獲得執業證書。

### 馬來西亞
律師分為兩類：大律師（訟務律師）和律師（事務律師）。有意成為律師的人士，可以通過畢業於指定本國大學的法學院（不用通過法律資格證書（CLP）的考試），或是海外普通法系國家的法學院，並通過CLP，之後成為實習律師，進行9個月的督導實習，期間通過律師資格考試及完成法學補助課程，即可註冊。

### 澳洲
律師分為兩種：大律師和律師。有意成為律師的人士，必須先擁有LLB或JD學位，然後按所屬州份或領地的要求，完成18至24個月左右的實務法律訓練（PLT），方得在所在地註冊為律師。至於要成為大律師的話，則要在註冊為律師後，通過澳洲大律師公會的入學考試，並完成9個月的訓練課程，然後方得在該會註冊為大律師。

### 紐西蘭
律師分為兩種：大律師和律師。有意成為上述兩種人士的人，必須要先擁有認可的LLB或JD學位，然後完成由專業法學院（IPLS）或紐西蘭法學院（CLNZ）的訓練課程，然後方得註冊。

### 英格蘭與威爾斯
英格蘭與威爾斯的律師制度分為兩類：
1. 大律師 （barrister），受大律師公會執行委員會（Bar Council）管理。
2. 事務律師 （solicitor），受律師會（Law Society）管理。

兩者的資格取得、訓練、執業範圍以及所受到的管制均有所不同。傳統上兩者能夠處理的事務範圍涇渭分明，只有訟務律師可以代表當事人出庭，事務律師僅能向客戶提供法律意見。但由於法律事務的日趨複雜，兩者處理的事務時常所重疊，再加上此種區分方式造成對當事人的不便以及費用，自1980年代起，對於英國律師制度的改革呼聲逐漸出現，目前事務律師也可以在某些法院代表當事人出庭。
相關改革的法律包括1990年The Courts and Legal Services Act 1990，1999年的The Access to Justice Act 1999。其後，David Clementi所提改革方向，主張1.放鬆對於律師執業的限制，以促進其競爭力，但2.改善對於律師的管理制度，以避免服務品質下降，也得到英國政府的支持。
當地律師的養成，約可分為三個階段：academic stage, vocational stage,pupillage/training contract。詳細的資料以及統計均可在大律師公會執行委員會（Bar Council）以及律師會（Law Society）找到。
最新訓練制度改革如下：2021年9月起，律師的訓練不再要求本科為法學專業，改為要求申請人完成兩階段的SQE考試，再加上兩年認可的法律實務經驗，便可成為律師。至於大律師的訓練方面，自2020年9月起，在完成法學士，或非主修法律的學士加上法律研究生文憑（GDL）後，由傳統完成大律師專業訓練課程（BPTC），改為容許法律專業訓練機構提供同等課程，配合相應實務經驗，通過3階段、4階段或綜合階段教育後，方可成為大律師。

### 蘇格蘭
一般而言，蘇格蘭的律師分為兩種：大律師（advocate）和律師（solicitor）。前者通常代表當事人在當地最高級的法院出庭，後者則是在當地較低級的法院代表當事人。訓練過程包括先完成4年制的法學士，再完成為期9個月（全職）到2年（兼職）的法律實務專業文憑（DPLP），然後在律師行實習2年，方可在蘇格蘭註冊。

### 北愛爾蘭
分為兩種：律師（Solicitor）和大律師（Barrister）。假設申請人完成了認可法學士學位，便需要通過入學考試，以入讀貝爾法斯特女王大學轄下的專業法學院（IPLS）的專業法學學士後文憑（需要事先取得律師協會或大律師公會的批准），並同步完成12至24個月不等的督導實習，並且向有關協會或公會正式登記，方可以律師或大律師身份從業。

### 愛爾蘭共和國
當地的律師分為訟務律師和事務律師。一般而言，學士畢業後，需要通過FE1考試，然後，再找一間律師行簽訂實習合約，再完成4個月專業實務課程1，再實習11個月，接著完成為期3個月的專業實務課程2，最後，再完成6個月實習，方可註冊。整個過程可耗時2年。

### 汶萊
要成為當地大律師或律師，一般需要在英格蘭、北愛爾蘭、蘇格蘭、新加坡、馬來西亞或澳洲，任何一個司法管轄區擁有大律師或律師資格，並年滿21歲，以及擁有汶萊公民或永久居民資格，且品行良好，方可獲准註冊。

### 菲律賓
要成為律師（attorney），必須先完成4年制學士學位，再就讀於法學院，完成4年制的法學博士（JD）學位，並通過律師資格考試（Bar Exam），才可以宣誓成為律師。

### 印度
要成為律師（advocate），在中學十二年級畢業後可以選擇完成一個5年制的法學士，或是完成其他學科的3年制學士課程，再通過入學考試，並在法學院完成3年制的法學士或1到2年制的法學碩士。之後通過全印度律師資格考試（AIBE），方得以律師身份行事。

### 巴基斯坦
要成為律師（advocate），在中學畢業後可以選擇完成一個5年制的法學士或同等學歷，之後要通過巴基斯坦律師會主辦的考試，並完成6個月督導實習，方得成為律師。
新律師要在較低級法院累積兩年經驗，方可在高等法院出庭。在高等法院累積7年經驗後，方可在最高法院出庭。擁有豐富經驗的最高法院律師，有機會被任命為最高法院高級律師。該級別相當於其他普通法系地區的御用大律師或資深大律師。

### 日本
要成為弁護士，即華語圈之律師，必須先畢業於大學本科，然後修畢法科大學院（學制為2到3年，視乎有否在大學本科修過法學課程），或者通過司法考試之預備考試，方得應考司法考試。在通過司法考試後，必須進行司法研習，合格後方可於所在地的弁護士會登錄，成為弁護士。

### 韓國
要成為辯護士，即華語地區所稱之律師，必須畢業於4年制的學士（不限於主修法學者）及2年制的法學專門大學院，然後通過考試（分為三階段），再在司法研修院完成兩年期的研習，並在大韓辯護士協會登記，方可執業。

### 越南
要成為律師，必須擁有法學士，然後進入律師培訓機構，修讀半年的律師培訓課程，完成後得到專業證書，再向所屬律師公會申請在律師事務所實習，為期18個月，完成後方可向律師公會申請登記為律師。

### 泰國
根據《律師法》，要成為律師，需要畢業於大學法學院，並且必須是泰國國民，亦不能是泰國官員，並通過律師資格考試，方可執業。

### 瑞典
要成為律師，必須擁有認可的法學士，然後完成3年的律師行實習，並通過律師協會的資格考試，方得註冊為律師。

### 法國
要成為律師，必須先完成四年制碩士學位，然後通過大學附屬的司法研習院之入學考試，再入讀律師學校，經過18個月訓練後，通過畢業考試，並在上訴法院宣誓且向當地律師公會登記後，方可執業。

### 德國
要成為律師，必須先畢業於碩士（可以是德國傳統的單一碩士學位或新制的法學士畢業後再完成碩士學位），並通過第一階段考試。然後，再進行2年期實習，並通過第二階段考試（由所在邦主辦），方得向所在邦的律師公會登記執業。

### 荷蘭
要成為律師，必須完成認可的法學士及法學碩士，然後完成3年制的法學專業教育課程。之後要進行督導實習，通過後方得登記為律師。

### 美國
要成為律師，必須要應考律師資格考試。需要JD（各州皆允許）或LLM（僅11州允許）學位，或是擁有任何國家的律師資格（如加州便可）。律師資格考試分為兩部份，分別是全國試和州試，試前需要資格審查，通過審查方得應試，而考試一般需時幾天，兩部份皆通過，以及滿足所在州份的法定條件，方可申請當地核發的律師執照。外國人一般以紐約州和加州的律師資格考試為目標。
至於律師跨州執業，情況則較為複雜。有的州份與其他州份訂立協議，允許在其他指定州份執業的律師到該州份無條件執業。這種情況的州份共有23州。其餘州份則屬於不允許（要重新應考該州的律師資格考試）、有限度允許（僅可臨時執業）或有條件允許（如需要應考一個較簡單的律師資格考試或滿足執業經驗要件）。華盛頓哥倫比亞特區則為例外，在任何一個州份執業的律師皆可無條件在當地執業。

### 加拿大
各省及地區法律不同，以下僅列出主要省份及地區的律師資格要求。

#### 艾伯塔省
需要LLB或JD學位，然後進行12個月督導實習，並同時完成實務預備教育課程（PREP），方可在該省律師協會註冊。

#### 安大略省
需要LLB或JD學位，然後進行10個月的督導實習，並通過安大略省律師資格考試，再做品行審查，通過後方得在該省律師協會註冊為大律師或律師。

#### 卑詩省
需要LLB或JD學位，然後進行9個月律師行實習，並完成10週的專業法律訓練課程（PLTC），包括通過兩項資格考試，方可在卑詩省律師協會註冊。

#### 魁北克省
需要LLB或LLL學位，然後在律師學校完成4到8個月的專業實務課程，再通過首階段資格審查，並進行6個月律師實習，完成後通過次階段資格審查，並且宣誓，方得在魁北克省律師協會註冊。

#### 育空地區
需要LLB或JD學位，然後在育空地區律師協會註冊及向法官宣誓成為實習生，並進行連續12個月督導實習，包括修讀相關課程及通過法定考試，方得在該協會註冊。

## 職業文化
律師的職責是協助当事人进行诉讼，出庭辩护，以及处理有关法律事务，而人們不能因此認為律師是邪惡的、沒有良心的，或者拿了當事人特別的好處，因為這是律師的職責所在，所有被控犯下刑事罪行的人也都有權利請求律師協助，不過另一方面，雖說律師文化理應建基於當地對法律、公義的尊重，但由於律師在不同國家的執業方式與政治地位的迥異，影響了不同的地域有著不同的律師文化。

### 正面
在律師參與政治程度較高的地區，律師被認為是體面而有影響力的職業，他們會關心及參與社會政策的制定上及討論，作出正面的影響。

### 對律師的觀點
在司法體制尚不完善，律師職業起步較晚的地區，人們往往只關注律師的收入與付出是否合理，而並不關心律師本身參與社會政策制定上的作用。
另外雖然如上所言，律師的職責是協助当事人进行诉讼，但在這過程中，一些律師的言論可能會涉及指責受害人的問題，像是在性侵案件中，一些辯護律師可能會「放大檢視原告的個人生活史」，這種做法有個明確的效果，就是這樣可能會讓一些受害者感到不舒服，以致她們選擇不繼續。這種人身攻擊的行為，尤其指出受害者淫亂一面的做法，會讓一些人認為說受害者是過著諸如淫亂或濫用藥物等「高風險」生活的女性，因此不會是真正的強姦受害者。